# ستيفانيا تومينتيلا
ستيفانيا تومينتيلا- هي نبات عشبي معمر من عائلة Menispermaceae وجنس ستيفانيا. موطنها الأصلي هو جنوب شرق آسيا، وتنمو بشكل أساسي في المناطق الإستوائية الرطبة، وقد تم وصفها لأول مرة في تايلاند في عام 1988م من قبل لويس ليونارد فورمان. وهي واحدة من 15 نوع لاستيفانيا (والتي تضم أيضًا: ستيفانيا كريبرا، ستيفانيا بيري ديلز، ستيفانيا فينوسا، ستيفانيا أوبلاتا، ستيفانيا إيلجانس..) والتي توجد فقط في شمال تايلاند، وتحديدًا في المنطقة المحيطة بتشيانج راي. يبلغ طول أوراقها من 7–9 سـم (2.8–3.5 بوصة) في كل من العرض والطول. يتم العثور عليها عادة بين الصخور الجيرية.
تومنتيلا تمثل واحدة من نباتات ستيافانيا، التي تم تسميتها من قبل عالم النبات البريطاني "قورمان"، بجانب: ستيفانيا جراندي فلورا، ستيفانيا كريبرا، ستيفانيا مولوكانا، ستيفانيا رينيفوليا، وستيفانيا شبكية..وغيرها.

## وصف النبات
تومينتيلا نبات متسلق خشبي نحيل( ونادرًا ما يكون أعشابًا منتصبة)، من غير المعروف أن كان هناك جذور درنية للنبات أم لا، وإن وحدت في بعض الأحيان فتكون فوق الأرض، سيقانه خشبية أو عشبية ذات لحاء بني فاتح أملس لحد ما، أوراقه بيضاوية عريضة طولها يتساوى تقريبًا مع عرضها، ما بين 7 إلى 9 سم، قاعدة الأوراق مبتورة وتأخذ شكل القلب تقريبًا، قمة الأوراق منفرحة عريضة، يميل لون الأوراق من الأسفل إلى اللون الأصفر، ومن الأعلى تكون الأوراق بنية داكنة جافة، بالنسبة للنورات والأزهار فهي غير معروفة، ثمار النبات تكون قليلة في براعم جانبية قصيرة على سيقان خالية من الأوراق.

## معرض الصور

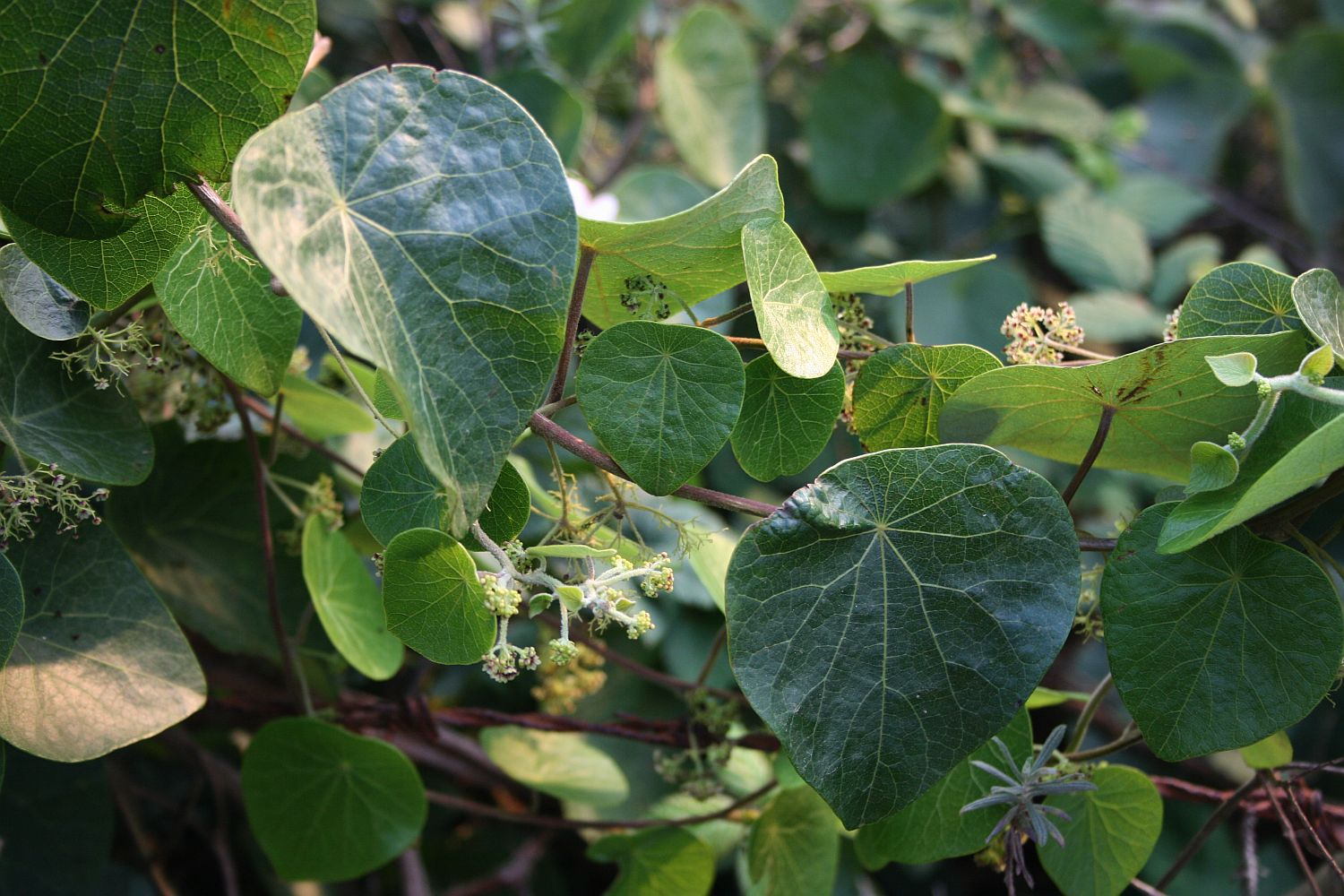
ستيفانيا ابيسينسيا تومنتيلا
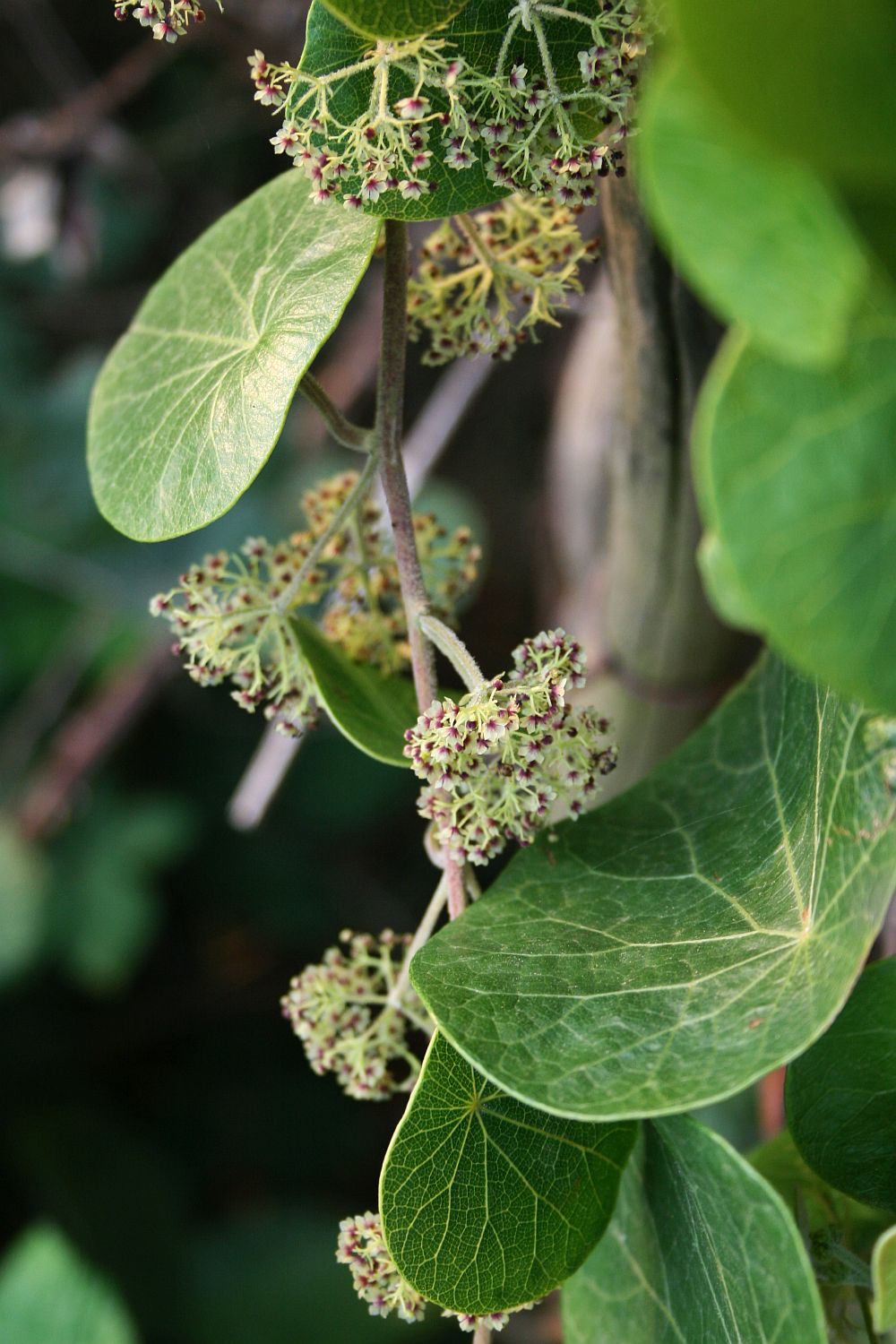
ستيفانيا تومنتيلا
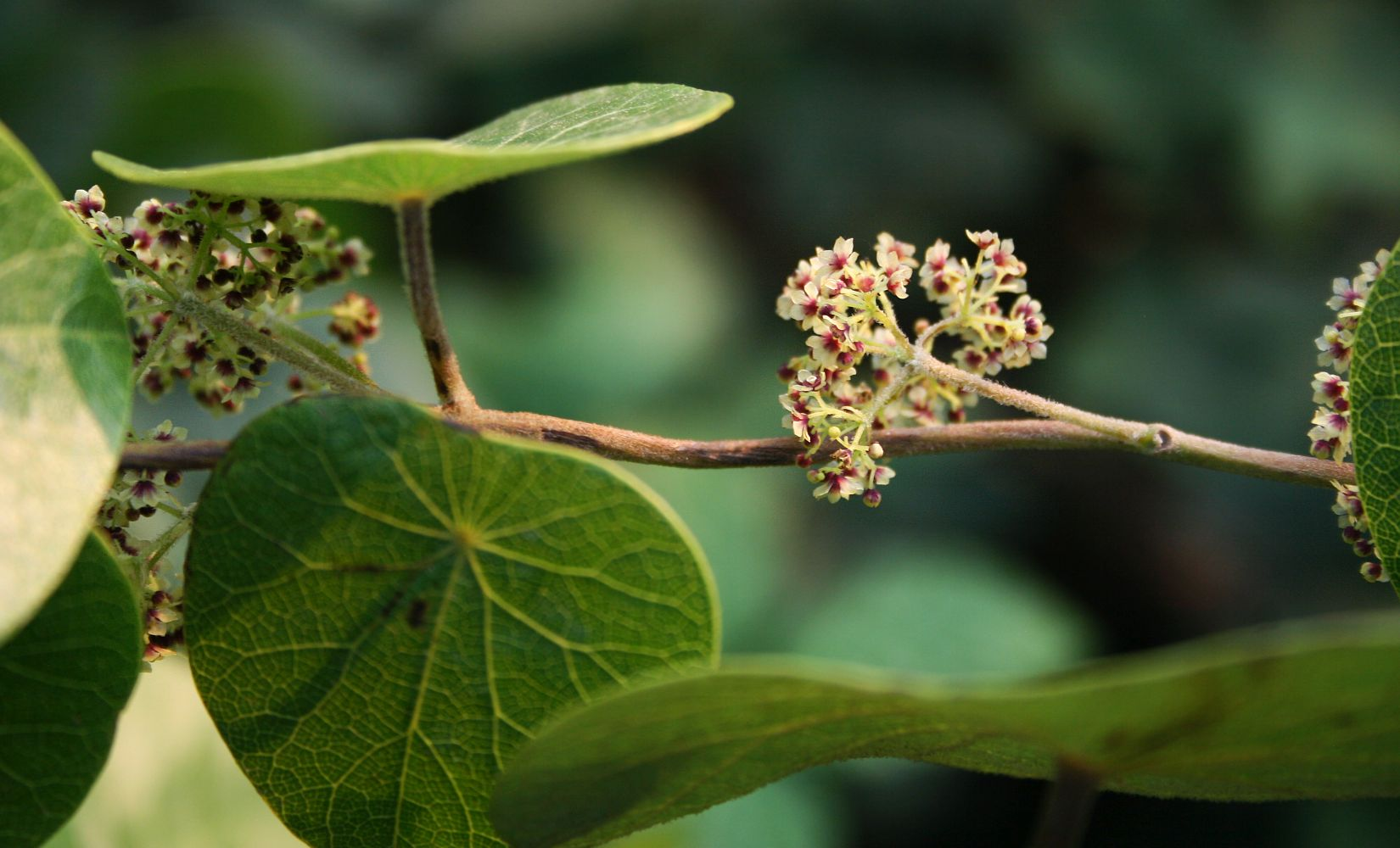
ستيفانيا تومنتيلا
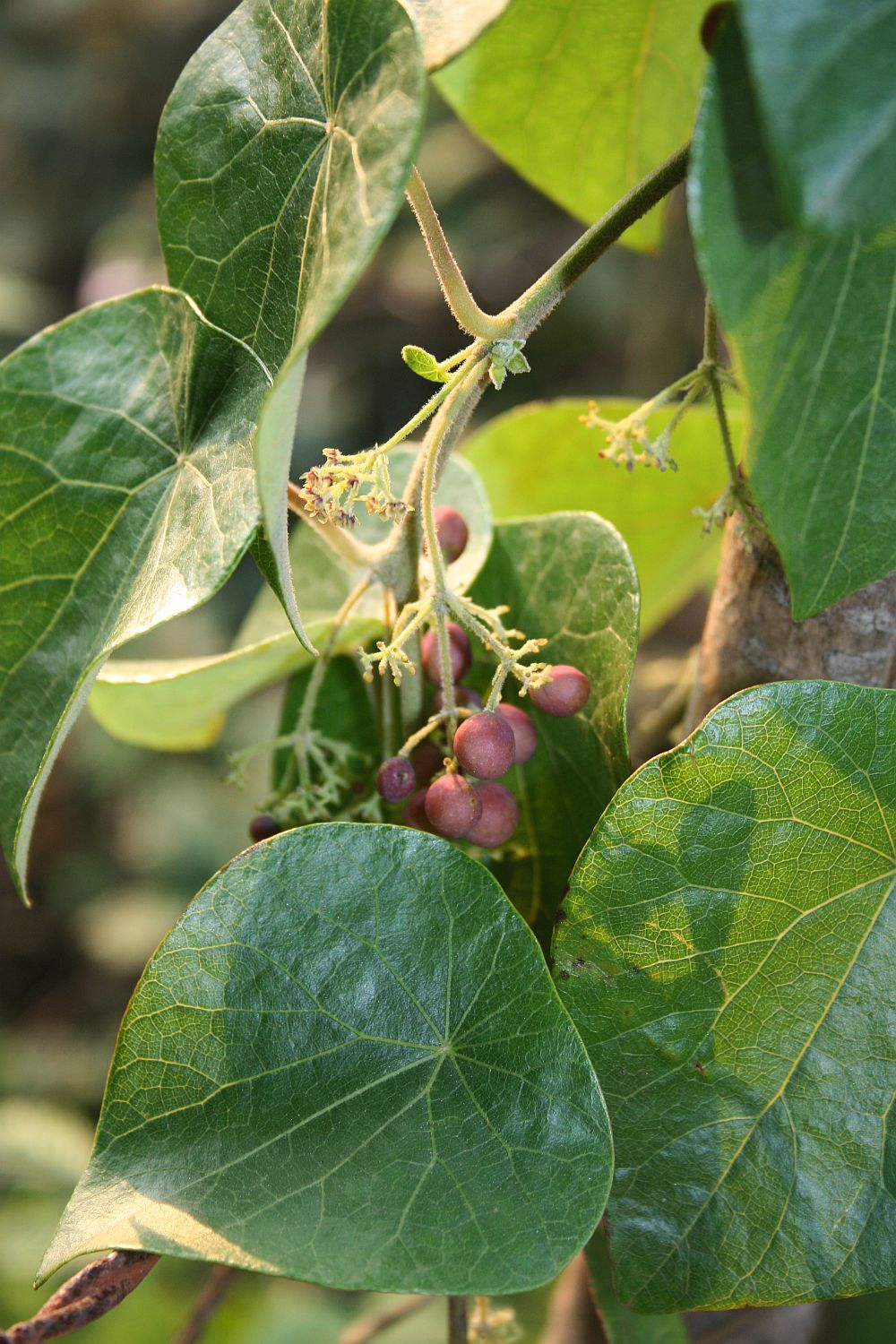
تومنتيلا
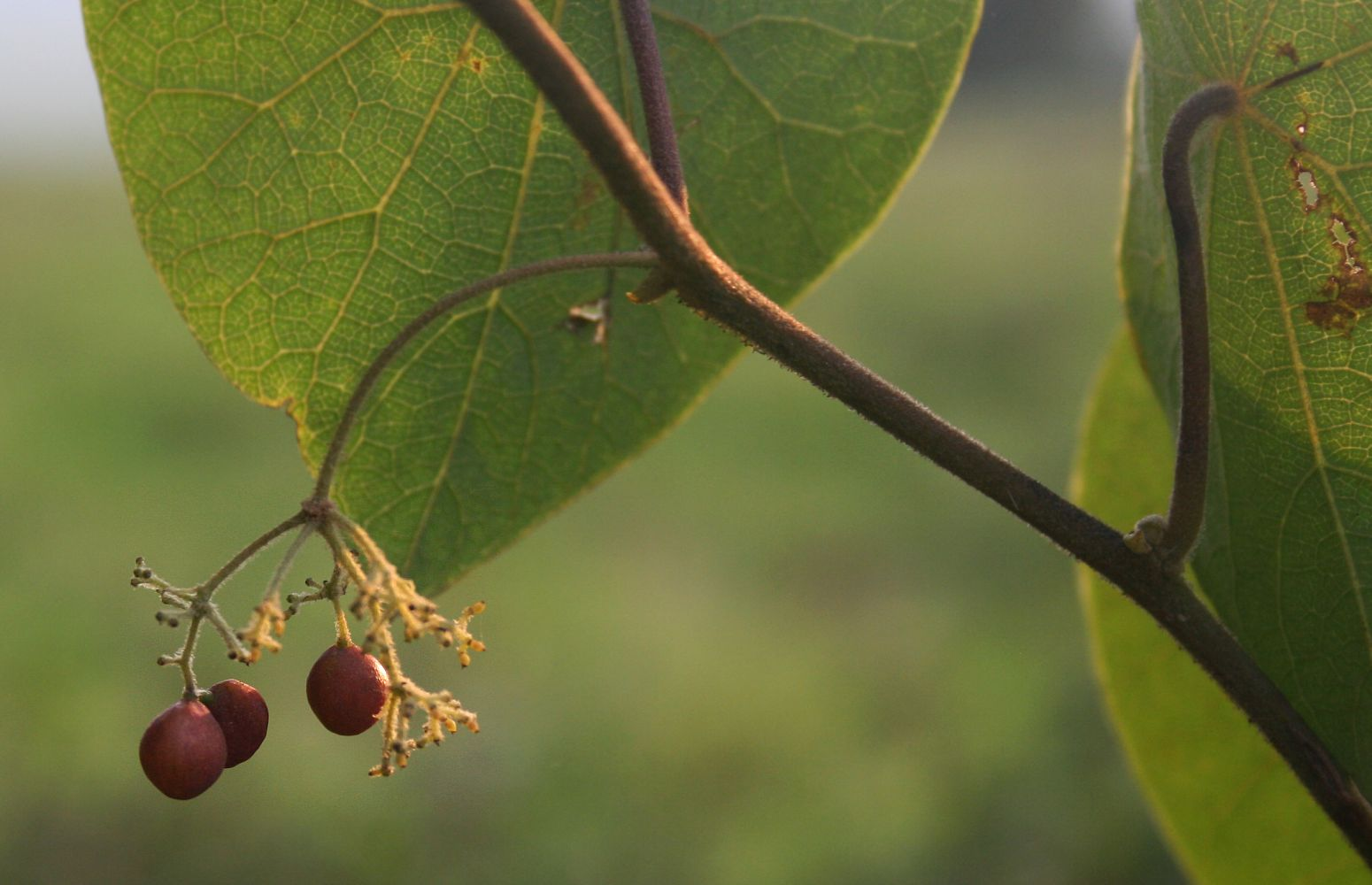
ستيفانيا تومنتيلا
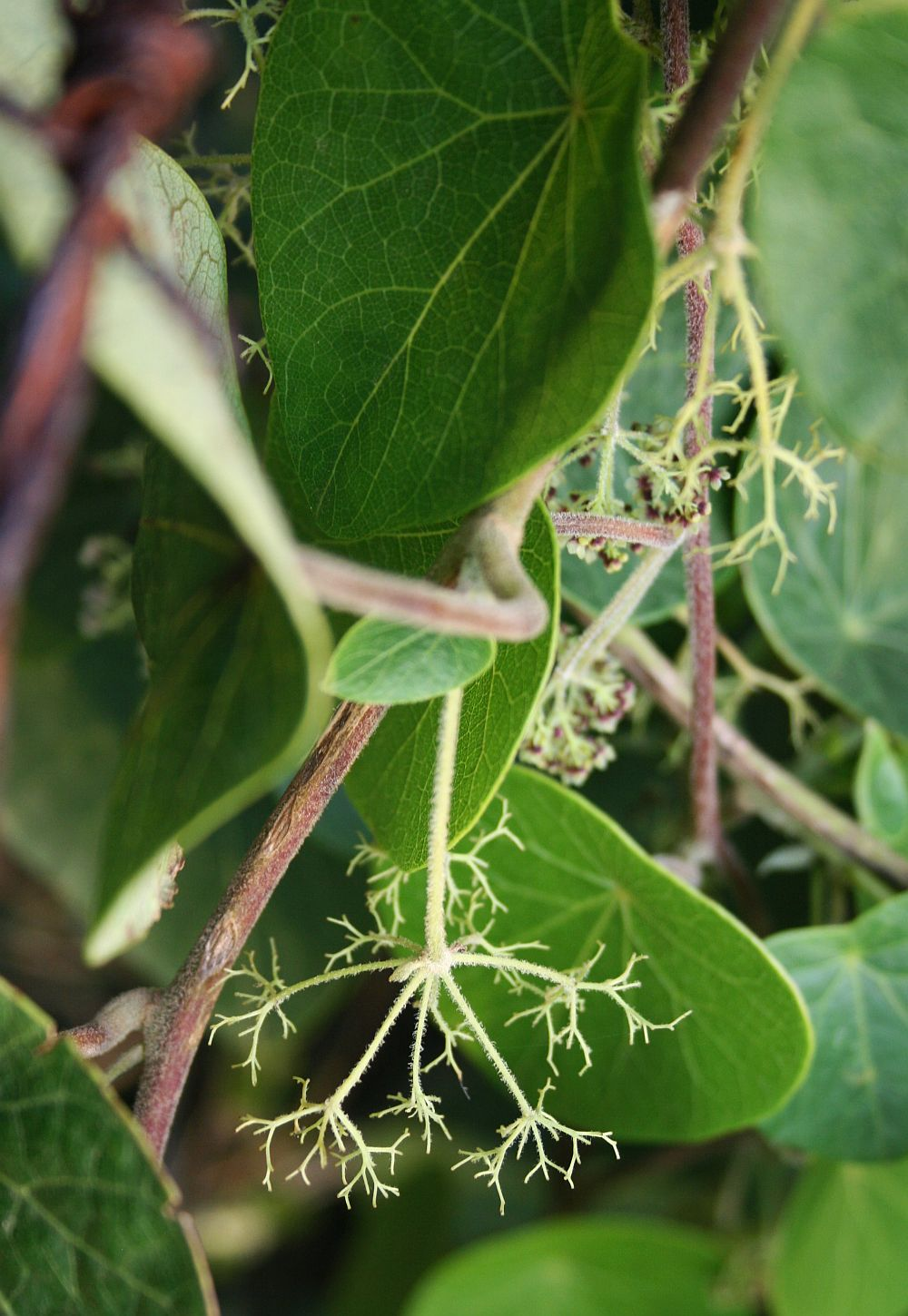
تومنتيلا